# Brains
Pour la brasserie galloise, voir SA Brain & Company.
Brains [bʁɛ̃]  est une commune de l'Ouest de la France, située dans le département de la Loire-Atlantique, en région Pays de la Loire.
La commune fait partie de la Bretagne historique, dans le pays traditionnel du pays de Retz et dans le pays historique du Pays nantais.
Ses habitants s'appellent les Brennois et les Brennoises, ou les Brainnois et les Brainnoises.
Brains comptait 2 691 habitants au recensement de 2014.

## Géographie

### Situation
Brains est situé entre la Loire et le lac de Grand-Lieu, à 18 km au sud-ouest de Nantes et 4 km au nord-ouest de Bouaye. Les communes limitrophes sont Le Pellerin, Cheix-en-Retz, Port-Saint-Père, Saint-Léger-les-Vignes, Bouaye, Bouguenais, La Montagne et Saint-Jean-de-Boiseau.
La commune est bordée dans sa partie sud ouest par l'Acheneau.
| Le Pellerin     | Saint-Jean-de-Boiseau  | La Montagne |
| Cheix-en-Retz   | Brains                 | Bouguenais  |
| Port-Saint-Père | Saint-Léger-les-Vignes | Bouaye      |

### Transports
Brains est desservie par la ligne 98 du réseau TAN.

### Climat
Pour des articles plus généraux, voir Climat des Pays de la Loire et Climat de la Loire-Atlantique.
En 2010, le climat de la commune est de type climat océanique franc, selon une étude du CNRS s'appuyant sur une série de données couvrant la période 1971-2000. En 2020, Météo-France publie une typologie des climats de la France métropolitaine dans laquelle la commune est exposée à un climat océanique et est dans la région climatique  Bretagne orientale et méridionale, Pays nantais, Vendée, caractérisée par une faible pluviométrie en été et une bonne insolation.
Pour la période 1971-2000, la température annuelle moyenne est de 12,2 °C, avec une amplitude thermique annuelle de 13,4 °C. Le cumul annuel moyen de précipitations est de 800 mm, avec 13 jours de précipitations en janvier et 6,2 jours en juillet. Pour la période 1991-2020, la température moyenne annuelle observée sur la station météorologique de Météo-France la plus proche, « Nantes-Bouguenais », sur la commune de Bouguenais à 8 km à vol d'oiseau, est de 12,7 °C et le cumul annuel moyen de précipitations est de 819,5 mm,. Pour l'avenir, les paramètres climatiques de la commune estimés pour 2050 selon différents scénarios d'émission de gaz à effet de serre sont consultables sur un site dédié publié par Météo-France en novembre 2022.

## Urbanisme

### Typologie
Au 1er janvier 2024, Brains est catégorisée bourg rural, selon la nouvelle grille communale de densité à sept niveaux définie par l'Insee en 2022.
Elle est située hors unité urbaine. Par ailleurs la commune fait partie de l'aire d'attraction de Nantes, dont elle est une commune de la couronne,. Cette aire, qui regroupe 116 communes, est catégorisée dans les aires de 700 000 habitants ou plus (hors Paris),.

### Occupation des sols
L'occupation des sols de la commune, telle qu'elle ressort de la base de données européenne d’occupation biophysique des sols Corine Land Cover (CLC), est marquée par l'importance des territoires agricoles (91,8 % en 2018), une proportion sensiblement équivalente à celle de 1990 (92,4 %). La répartition détaillée en 2018 est la suivante : 
terres arables (33,9 %), prairies (28,1 %), zones agricoles hétérogènes (27,6 %), zones urbanisées (4,6 %), cultures permanentes (2,1 %), forêts (1,9 %), zones industrielles ou commerciales et réseaux de communication (1,7 %). L'évolution de l’occupation des sols de la commune et de ses infrastructures peut être observée sur les différentes représentations cartographiques du territoire : la carte de Cassini (XVIIIe siècle), la carte d'état-major (1820-1866) et les cartes ou photos aériennes de l'IGN pour la période actuelle (1950 à aujourd'hui).

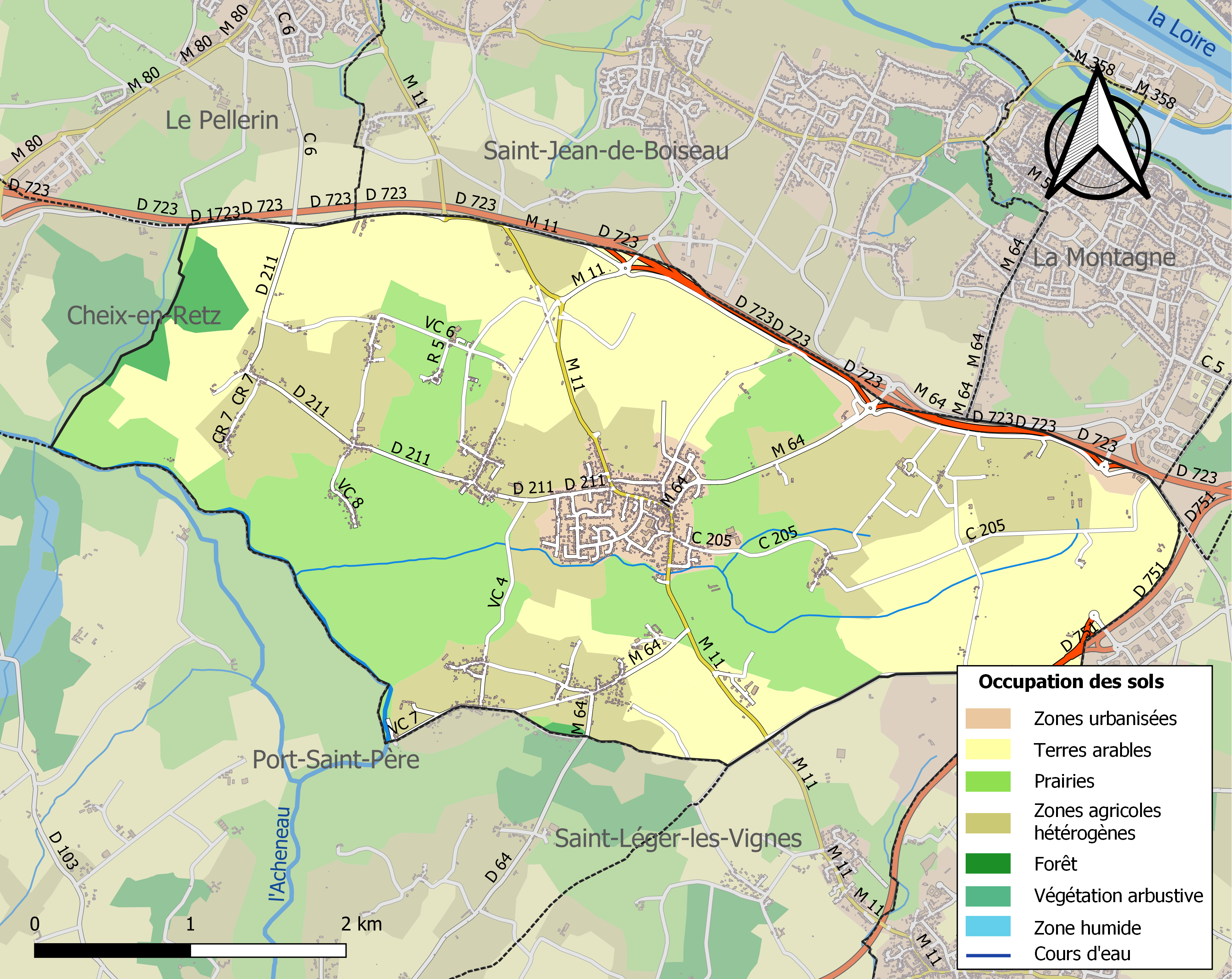
Carte des infrastructures et de l'occupation des sols de la commune en 2018 (CLC).

## Toponymie
Le nom de la localité est attesté sous les formes de Brenno en 1179, Bren au XIIe siècle, Brent en 1287.
Le nom de la localité pourrait procéder du mot gaulois brenn (i.e montagne), le bourg étant situé sur une colline.
Brains possède un nom en gallo, la langue d'oïl locale, écrit Brâin et Brein selon l'écriture MOGA. En gallo, le nom de la commune se prononce [bʁɑ̃j] ou [brɛ̃ː].
Il est traduit Brenn en breton, sans que cette dénomination ait une valeur historique.

## Histoire
La plus grande partie du territoire communal, couvert par une vaste forêt, appartient, sous l'Ancien Régime, aux ducs de Bretagne [référence nécessaire]. Des démembrements successifs donneront naissance à des seigneuries plus ou moins puissantes : Jasson, Le Plessis, Le Pesle, Lorière, La Sauvagerie, La Pilaudière et la Guerche. La seigneurie du Pesle, la plus importante, était à l'origine une juveignerie de Briord. Devenue aujourd'hui une demeure privée, elle domine l'Acheneau à la Cour du Pesle.
Le château du Plessis fut la propriété de Pierre-Suzanne Lucas de La Championnière, lieutenant de Charette pendant les guerres de Vendée 1793-1796.
Le château de la Guerche dépendait du Pesle jusqu'au XVIe siècle. Jules Verne y était accueilli par son oncle Prudent Allotte de la Fuÿe, propriétaire de 1828 à 1837, pendant les vacances d'été. Il s'y exerçait à des vers impromptus.
L'église fut construite vers 1875 sur l'emplacement de l'ancienne qui datait de 1676. Le clocher, haut de 50 mètres, date de 1901.
Le presbytère vendu comme bien national sous la Révolution abrite aujourd'hui « l'espace des Clos Mâts », lieu culturel avec la bibliothèque et l'école de musique.
À la fin du XIXe siècle, on dénombrait six moulins à vent. Seuls subsistent les moulins des Charbonnières, du Breuil, de la Fouelle et de la Roche du Gré.
Le cadastre napoléonien révèle un territoire rural ponctué de villages encore parfaitement lisibles aujourd'hui.
Le Port Hamoneau, témoin du rôle économique de l'Acheneau jusqu'en 1914 pour l'acheminement du vin et du sable rouge vers Nantes, accueille aujourd'hui les promeneurs et les pêcheurs venus goûter le calme et la quiétude des marais environnants, à l'ombre des peupliers.

## Population et société

### Démographie
Selon le classement établi par l'Insee, Brains fait partie de l'aire urbaine, de la zone d'emploi et du bassin de vie de Nantes. Elle n'est intégrée dans aucune unité urbaine. Toujours selon l'Insee, en 2010, la répartition de la population sur le territoire de la commune était considérée comme « peu dense » : 98 % des habitants résidaient dans des zones « peu denses » et 2 % dans des zones « très peu denses ».

#### Évolution démographique
L'évolution du nombre d'habitants est connue à travers les recensements de la population effectués dans la commune depuis 1793. Pour les communes de moins de 10 000 habitants, une enquête de recensement portant sur toute la population est réalisée tous les cinq ans, les populations de référence des années intermédiaires étant quant à elles estimées par interpolation ou extrapolation. Pour la commune, le premier recensement exhaustif entrant dans le cadre du nouveau dispositif a été réalisé en 2007.

En 2022, la commune comptait 2 760 habitants, en évolution de −1,08 % par rapport à 2016 (Loire-Atlantique : +6,68 %, France hors Mayotte : +2,11 %).
| 1793  | 1800 | 1806 | 1821 | 1831  | 1836  | 1841  | 1846  | 1851  |
| ----- | ---- | ---- | ---- | ----- | ----- | ----- | ----- | ----- |
| 1 096 | 649  | 909  | 893  | 1 019 | 1 028 | 1 060 | 1 116 | 1 124 |

| 1856  | 1861  | 1866  | 1872  | 1876  | 1881  | 1886  | 1891  | 1896  |
| ----- | ----- | ----- | ----- | ----- | ----- | ----- | ----- | ----- |
| 1 084 | 1 170 | 1 150 | 1 124 | 1 179 | 1 138 | 1 177 | 1 159 | 1 165 |

| 1901  | 1906  | 1911  | 1921  | 1926  | 1931  | 1936  | 1946  | 1954  |
| ----- | ----- | ----- | ----- | ----- | ----- | ----- | ----- | ----- |
| 1 150 | 1 219 | 1 146 | 1 103 | 1 111 | 1 047 | 1 035 | 1 041 | 1 078 |

| 1962 | 1968  | 1975  | 1982  | 1990  | 1999  | 2006  | 2007  | 2012  |
| ---- | ----- | ----- | ----- | ----- | ----- | ----- | ----- | ----- |
| 999  | 1 021 | 1 174 | 1 578 | 1 889 | 2 172 | 2 479 | 2 523 | 2 587 |

| 2017  | 2022  | - | - | - | - | - | - | - |
| ----- | ----- | - | - | - | - | - | - | - |
| 2 840 | 2 760 | - | - | - | - | - | - | - |

#### Pyramide des âges
La population de la commune est relativement jeune.
En 2018, le taux de personnes d'un âge inférieur à 30 ans s'élève à 37,2 %, soit en dessous de la moyenne départementale (37,3 %). À l'inverse, le taux de personnes d'âge supérieur à 60 ans est de 18,7 % la même année, alors qu'il est de 23,8 % au niveau départemental.
En 2018, la commune comptait 1 416 hommes pour 1 420 femmes, soit un taux de 50,07 % de femmes, légèrement inférieur au taux départemental (51,42 %).
Les pyramides des âges de la commune et du département s'établissent comme suit.
| Hommes | Classe d’âge | Femmes |
| ------ | ------------ | ------ |
| 0,3    | 90 ou +      | 0,5    |
| 2,9    | 75-89 ans    | 4,8    |
| 14,2   | 60-74 ans    | 14,6   |
| 24,0   | 45-59 ans    | 23,3   |
| 19,2   | 30-44 ans    | 21,8   |
| 15,6   | 15-29 ans    | 15,4   |
| 23,8   | 0-14 ans     | 19,5   |

| Hommes | Classe d’âge | Femmes |
| ------ | ------------ | ------ |
| 0,6    | 90 ou +      | 1,8    |
| 6      | 75-89 ans    | 8,6    |
| 15,1   | 60-74 ans    | 16,4   |
| 19,4   | 45-59 ans    | 18,8   |
| 20,1   | 30-44 ans    | 19,3   |
| 19,2   | 15-29 ans    | 17,4   |
| 19,5   | 0-14 ans     | 17,6   |

## Patrimoine et culture

### Lieux et monuments
- L'église Notre-Dame-de-l'Assomption fut construite en 1875 afin de remplacer un ancien sanctuaire fondé en 1676 grâce aux dons d'une châtelaine, Madame du Plessis des Presles. Seul le clocher, haut de 50 mètres, ne fut rajouté que quelques décennies plus tard en 1901, faute d'argent[29].

### Héraldique
| Blason | Blasonnement : D'or à l'aigle essorante de sable, la tête senestrée, soutenue d'une divise ondée d'azur en pointe. Commentaires : Le sceau communal en usage depuis 1863 (second Empire) ne fut pas restitué à l'État et servit pour officialiser de faux documents durant l'Occupation, imprimés par la Résistance pour imiter des documents allemands. C'est pour cela que l'aigle doit être dessiné tel quel. La divise ondée évoque la rivière l'Acheneau. Les couleurs or et sable évoquent aussi le blasonnement du pays de Retz : d'or à la croix de sable, rappelant l'appartenance de Brains au pays de Retz. Blason conçu par l'héraldiste Michel Pressensé (délibération municipale du 30 mai 1980), enregistré le 3 octobre 1980. |

### Personnalités liées à la commune
- Jules Verne passa des vacances à « La Guerche », la propriété de son oncle Prudent Allotte de la Fuÿe. Ce dernier, un ancien armateur célibataire ayant fait le tour du monde, était revenu s'installer au pays natal en 1827/1828. Il fut élu maire de Brains de 1828 à 1837[30].